# Конрад фон Дюркхайм
Конрад фон Дюркхайм (на немски: Konrad von Dürkheim; † вероятно 30 октомври 1247, манастир Лорш) е през 1247 г. епископ на Вормс.

## Произход и духовна кариера
Той вероятно е от старата благородническата фамилия Дюркхайм.
Конрад е в катедралния капител в Майнц, вероятно през 1235 г. е схоластер и най-късно 1236 г. катедрален декан. През 1240 г. той става пропст на Св. Паул във Вормс, а през 1242 г. получава от архиепископа Св. Мария в Майнц. През 1245 г. получава почетната титла „папски каплан“.
Конрад подкрепя политиката на архиепископа на Майнц Зигфрид III фон Епщайн против Хоенщауфените. Папа Инокентий IV нарежда през 1247 г. на своя легат в Германия, Пиетро Капочи († 1259), да осигури едно епископство на Конрад. След смъртта на Ландолф фон Хоенек през лятото на 1247 г. четири домхерен от Вормс избират Конрад за епископ на Вормс и го помазва вероятно на 10 октомври в Нойс. Предполага се, че там получава също регалиите от крал Вилхелм Холандски. На път за своето епископство Конрад се разболява и умира вероятно на 30 октомври 1247 г. в манастир Лорш. Понеже град Вормс е на страната на Щауфен, Конрад е погребан в катедралата на Майнц.